# Sverre Wilberg
Sverre Wilberg, född 24 december 1929 i Fredrikstad, död 19 juli 1996, var en norsk skådespelare.
Wilberg utbildades vid Royal Academy of Dramatic Art 1953–1955. Han debuterade 1958 på Trøndelag Teater och verkade därefter vid Folketeatret till 1959. Han var frilans till 1976 då han engagerades vid Det norske teatret. Han gjorde sig bemärkt som en mångsidig humorist, bland annat i kabareten Det stig av hav samt i En midsommarnattsdröm. Han gjorde också realistiska roller som direktören i Stiftelsen av Antonio Buero Vallejo.
Vid sidan av teatern verkade han som film- och TV-skådespelare. Han debuterade 1959 i 5 loddrett och medverkade i över 40 produktioner 1959–1996. Han är mest känd för rollen som Hermansen i filmerna om Olsenbanden.

## Filmografi (urval)
- 1959 – 5 loddrett
- 1963 – Vildanden
- 1968 – Mannen som inte kunde le
- 1970 – Olsenbanden och Dynamit-Harry
- 1984 – Olsenbanden kommer igen